# Michael Dehmer
Michael Dehmer (* vor 1968) ist ein deutscher Säbelfechter. Sein Verein ist der TSV Bayer Dormagen. 1975 wurde er Zweiter beim Turnier um den „Preis der Chemiestadt Dormagen“. Ein Jahr später gewann er die  Deutschen Meisterschaften im Säbelfechten 1976, 1978 wurde er nochmals Vizemeister.
Später war er als Übungsleiter beim TSV Bayer Dormagen tätig und wurde 2018 für seine fünfzigjährige Vereinsmitgliedschaft geehrt.